# Leiorhynx atrirena
Leiorhynx atrirena là một loài bướm đêm trong họ Noctuidae.